# Cupressus chengiana
El ciprés de Cheng o Cupressus chengiana es una especie de conífera de la familia Cupressaceae. Se encuentra sólo en China.

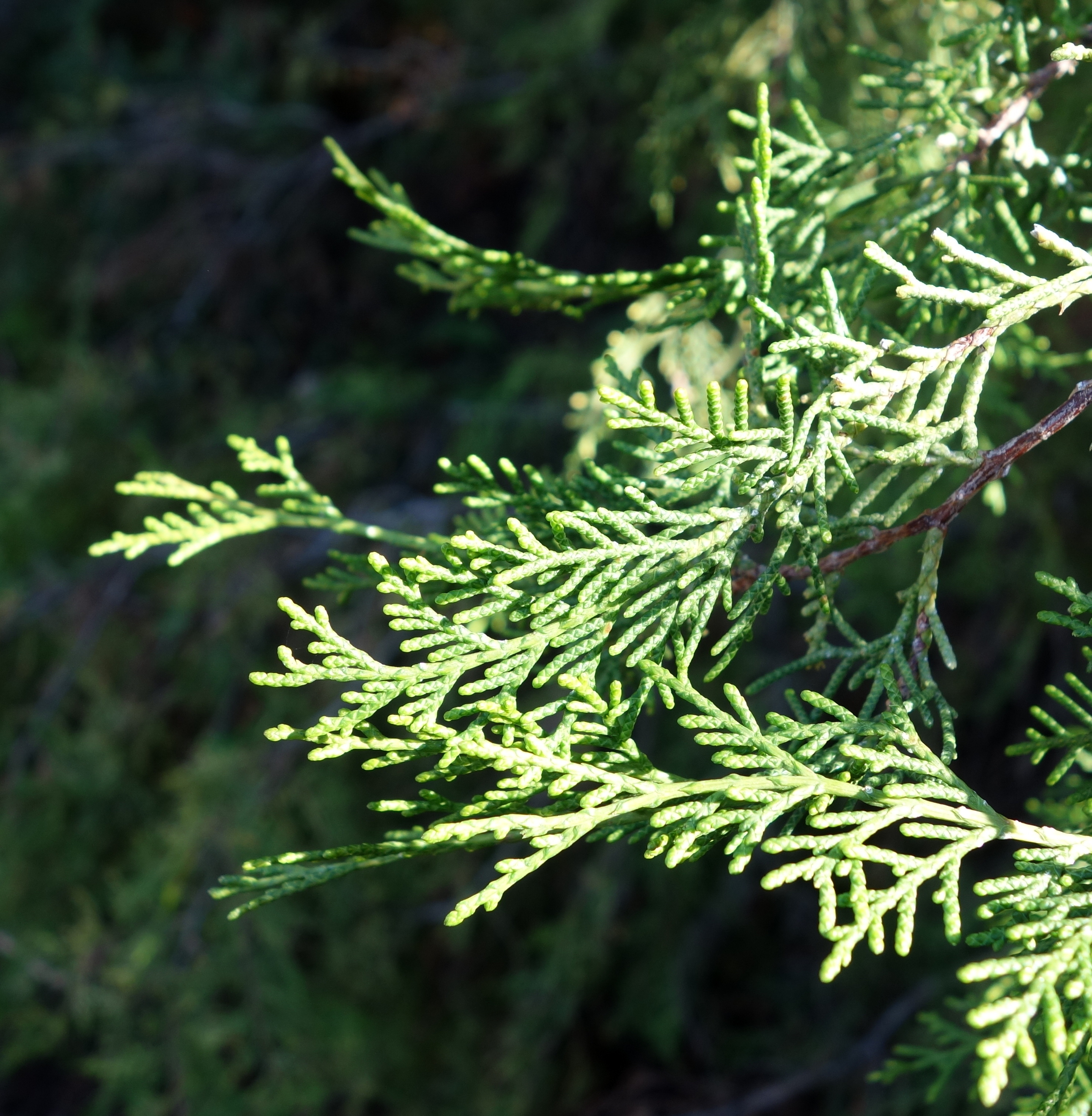
Hojas

## Descripción
Son árboles que alcanzan un tamaño de 30 m de altura; tronco de 1 m de diámetro; ramitas densamente dispuestas, no glaucas, cilíndricas,  ascendentes, o caídas, pero sin colgar, grueso, de 1.2-2 mm de diam. Hojas en 4 variedades, escamosas, de 1-1.5 mm en ramitas finales, arqueadas (menguante) y con una visible, a menudo oscura glándula abaxial central, ápice obtuso ligeramente, por lo general de color verde opaco, no glaucos. Conos de polen 2-4 mm; microsporas 12-16. Conos de semillas de color marrón o marrón rojizo en la madurez, no glaucos, globosos a ovoides u oblonga subglobosos, 1.2-2 cm de diámetro; brácteas con un pequeño mucrón, libres en el ápice . Semillas ovado-triangulares, aplanados, 3-5 × 2-4 mm. Tiene un número de cromosomas de 2 n = 22 *.

## Distribución y hábitat
Se encuentra en las pistas de montaña, y valles, a una altitud de 800-2900 metros en Gansu, Sichuan en China.

## Taxonomía
Cupressus cashmeriana fue descrita por Shiu Ying Hu y publicado en Taiwania 10: 57. 1964.
Sinonimia
- Chamaecyparis chengiana (S.Y.Hu) Gaussen
- Cupressus chengiana var. kansouensis Silba
- Cupressus chengiana subsp. kansouensis (Silba) Silba
- Cupressus chengiana var. wenchuanhsiensis Silba
- Cupressus fallax Franco[4]

var. jiangensis (N.Zhao) Silba
- Cupressus chengiana subsp. jiangeensis (N.Zhao) Silba
- Cupressus jiangensis N.Zhao